# Ferrovia de bitola estreita do Vístula

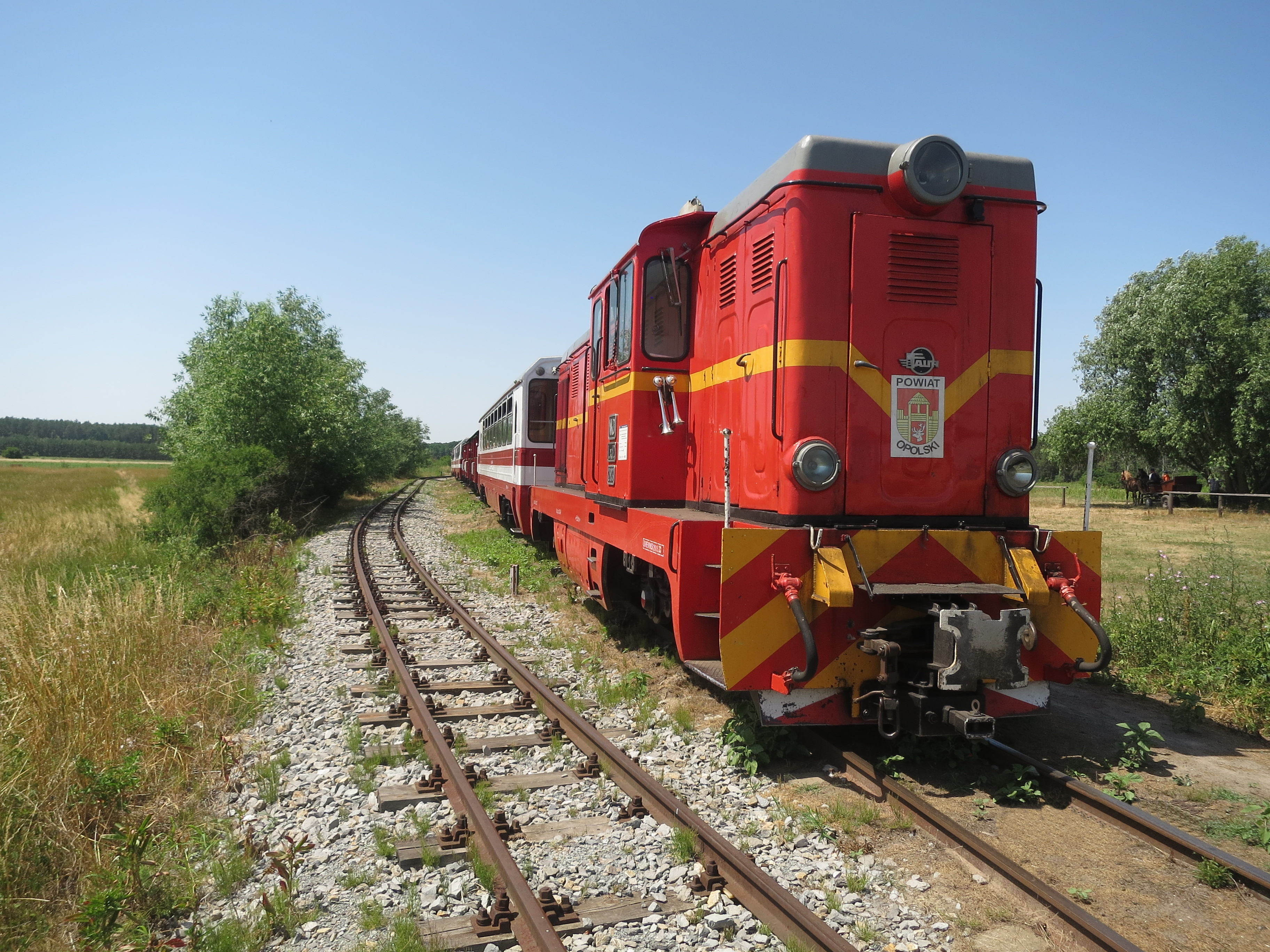
Pare na estação Polanówka. Locomotiva Lxd2 em primeiro plano.

Ferrovia de bitola estreita do Vístula (anteriormente: Ferrovia de bitola estreita de Nałęczów) - uma ferrovia histórica de bitola estreita com uma bitola de 750 mm na parte oeste da voivodia de Lubelskie, nos povoados de Opole e Puławy, a única ferrovia ativa de bitola estreita na voivodia. A estação ferroviária central com as suas instalações técnicas é a estação Karczmiska Pierwsze, na estação Nałęczów (caminho de via estreita) existe uma ligação entre a NKD e a rede ferroviária de bitola normal no troço Dęblin - Lublin.
Atualmente, o proprietário do teleférico é condado de Opole e a operadora é a administração rodoviária em condados de  Opole Lubelskie em Poniatowa. Todos os domingos de maio até o final de setembro, há viagens na rota Karczmiska - Opole (caminho de via estreita)- Karczmiska - Polanówka - Karczmiska combinados com uma fogueira e visitando a estação histórica, outras atrações, como exibições de filmes, também estão disponíveis de vez em quando.

## História

### Os primórdios - linhas de açúcar

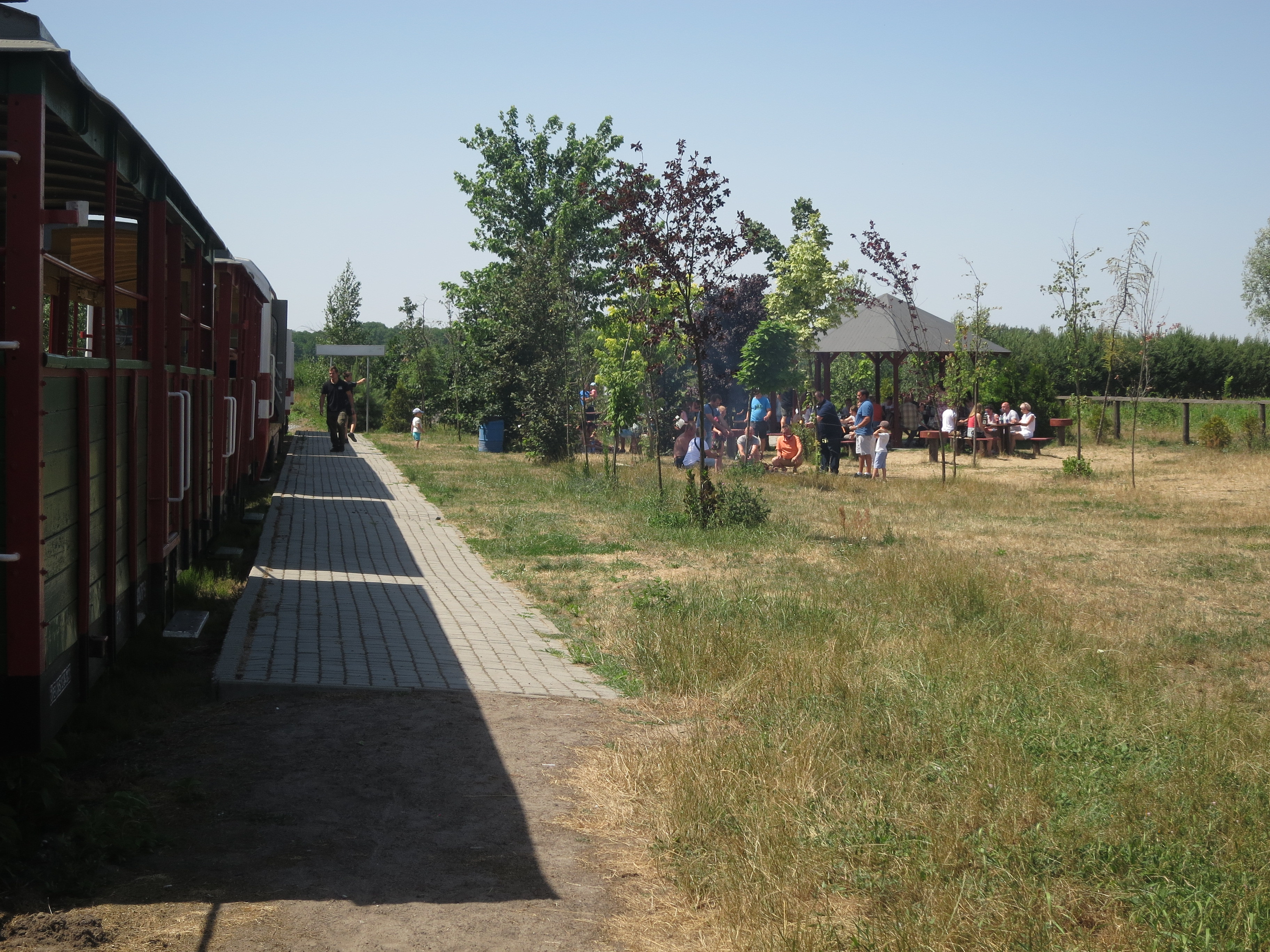
Vista da estação Polanówka.

O iniciador da construção da ferrovia nesta área foi Jan Kleniewski, um proprietário de terras e industrial local, proprietário de, entre outros Fábrica de açúcar Zagłoba, as primeiras linhas foram criadas para atender esta fábrica de açúcar. Nos anos de 1892 a 1893, uma ferrovia temporária com trilhos de madeira operou por um curto período entre a fazenda Polanówka e a fábrica de açúcar. No início, os vagões de 5 a 6 toneladas eram puxados por cavalos. Em 1900, uma ferrovia foi construída entre Zagłoba e a fazenda em Brzozów e a marina em Kępa Chotecka (750 mm). Até 1914, a família Kleniewski expandiu sistematicamente a ferrovia: em 1911, o trecho Zagłoba-Wymysłów com uma filial de Szczekarków - Wilków - o banco do Vístula foi criado. Inicialmente, a tração a cavalo foi usada lá (a frota consistia então em 10 vagões, 2 plataformas e alguns cavalos), as primeiras locomotivas a vapor foram adquiridas em 1912.
Ao mesmo tempo, uma linha separada foi construída para atender à fábrica de açúcar Opole: em 1908, uma linha foi construída entre a fábrica de açúcar e a mina de turfa em Łaziska, e em 1911-1913 uma seção para o porto em Piotrawin foi construída.
No verão de 1915, os russos em retirada destruíram as fábricas de açúcar e suas filas - eles desmontaram os trilhos e afogaram o material rodante no Vístula.

### O apogeu - ferrovia pública
Depois que os russos se retiraram, a área ficou sob ocupação austríaca. Os Kleniewskis reconstruíram algumas seções da ferrovia e, em 1º de outubro de 1916, uma nova seção foi aberta para a estação ferroviária de bitola padrão Wąwolnica (agora Nałęczów). O tráfego regular de passageiros foi introduzido na rota Wąwolnica-Opole.
Após a Primeira Guerra Mundial, a ferrovia - 54 km no total - foi assumida pelo Ministério das Ferrovias, mais tarde parte dela foi devolvida a mãos privadas e em 1928 a linha ferroviária tinha 43 km de extensão. Na década de 1920, nos documentos da Ferrovia Estatal Polonesa, a ferrovia aparece como "a linha Nałęczów-Opole com o ramal Karczmiska-Rybaki", trens regulares de passageiros ainda circulavam apenas na rota Wąwolnica / Nałęczów-Opole; eles eram parcialmente servidos por carruagens a diesel. O transporte turístico também foi realizado na rota Piotrawin - Nałęczów. Em 1938, o nome "Nałęczowska Access Railway" foi introduzido e uma ramificação foi construída para as usinas eletrotécnicas em Poniatowa, que foram construídas dentro do Distrito Industrial Central.
O movimento foi realizado com locomotivas a vapor adquiridas na Fábrica de Motores a Vapor Kołomyska na Rússia, que, chamada de kolomyjki ou samowarkami, funcionou aqui até a década de 1950. Na década de 1920, também foram trazidos vagões maiores, de 8 e 15 toneladas, e em na década seguinte, outra locomotiva a vapor, desta vez uma Px29 de 40 toneladas produzida no mercado interno. A Kleniewskis continuou investindo na fila, comprando, entre outros 2 locomotivas. No período entre guerras, eles adicionaram mais seções de trilha a Opole Lubelskie e Piotrawin.
Além da linha férrea, no período entre guerras, havia também linhas da Fábrica de Açúcar Opole: para Piotrawin e seus ramais (tração a cavalo) e uma recém-construída para Świdno (tração a vapor), havia também trilhos para vagões manuais na própria fábrica de açúcar. Também havia transporte de passageiros em linhas de açúcar, por exemplo, trens de acampamento. Havia também uma linha de Szczekarki - Wilków - a margem do Vístula (um fragmento do Vístula foi posteriormente desmontado) e uma ferrovia particular puxada por cavalos de Niezabitów - Łubki, que provavelmente foi desmontada logo após a Segunda Guerra Mundial.
Durante a Segunda Guerra Mundial, a linha Zagłoba-Kępa Chotecka foi reconstruída (em 1942), e uma ferrovia econômica foi construída em Bełżyce, que foi planejada para conectar com o NKD. Durante a ocupação, os alemães montaram um acampamento para prisioneiros de guerra soviéticos e judeus em Poniatowa, usando uma fila para transportá-los. Em 1944, o ocupante nazista tirou parte do material rodante e afundou parte no Vístula. O resto, graças à generosidade da população local, foi escondido nas florestas do Vístula. Os vagões motorizados pertencentes à ferrovia foram encontrados em Wrocław após a guerra.
Após a guerra, o PKP assumiu a última seção pertencente à família Kleniewski (para Piotrawin), planejando conectar a ponte sobre o Vístula com Starachowice (apenas uma pequena seção de Starachowice a Iłża foi construída). No período pós-guerra, o PKP também introduziu rotas para Poniatowa e Wilków (na década de 1950), mas já na década de 1960 o tráfego de passageiros para Wilków foi liquidado e esta seção foi novamente usada apenas para o transporte de mercadorias.
Na linha da fábrica de açúcar Opole - Piotrawin, devido ao risco de incêndio provocado pelas locomotivas a vapor, em 1959 foi construído um desvio contornando a aldeia de Niezdów. Cerca de uma década depois, a fábrica de açúcar fechou sua malha ferroviária: em 1968, a linha para Piotrawin foi demolida, e em 1970 - para Świdno, apenas a estação que acompanhava o sistema de trilhos nas dependências da fábrica de açúcar permaneceu até o final de operação da planta. Num período semelhante, as vias para Kępa Chotecka via ZPOW Zagłoba também foram demolidas - na primeira fase, o troço Brzozowa-Kępa Chotecka, na segunda - o resto.
No entanto, PKP continuou a modernizar sua rede: em 1968, foram introduzidas locomotivas a diesel Lxd2 romenas, o que significou o início do fim da tração a vapor - a última locomotiva Px48 foi retirada em 1980. Além disso, foram introduzidos transportadores para o transporte de vagões de bitola padrão , bem como carris de tipo mais pesado adaptados ao novo material circulante. Em 1988, novos carros de passageiros Bxhpi, também de produção romena, foram introduzidos.
Em 1990, a linha empregava 253 pessoas. Depois de 1989, o transporte de carga e passageiros começou a cair drasticamente. Em 1991, os trens de passageiros para Poniatowa pararam de servir e, quatro anos depois, a última conexão permanente de passageiros para Opole foi fechada. Em vez disso, foram introduzidos trens especiais para turistas. Em 1994, 3.400 pessoas foram transportadas em 35 trens turísticos; em 1998, 17.063 pessoas em 187 trens. Em 1998, 15.000 toneladas de mercadorias foram transportadas, principalmente carvão fino. No entanto, a ferrovia ainda estava perdendo dinheiro e, no final de 2001, o PKP encerrou completamente o tráfego. Além disso, em 1999, um caminhão danificou o viaduto em Rogalów.

### História recente - a ferrovia turística
O PKP entregou toda a ferrovia ao poviat starosty em Opole Lubelskie: em 2002, os trilhos e o material rodante foram entregues e, em 2008, também terrenos e edifícios. As autoridades do codado escolheram uma nova operadora - Stowarzyszenie Kolejowych Przewozów Lokalnych, que administrou o tráfego nos anos 2003-2008. Durante este período, foram realizadas viagens regulares do trem turístico "Nadwiślanin": em domingos selecionados da temporada de abril a outubro na rota Nałęczów Wąsk. - Karczmiska Polana com uma fogueira organizada em uma clareira na floresta, e uma vez por ano em setembro, o chamado "Trem de peregrinação" na rota Opole Wąsk. - Wąwolnica - Nałęczów Wąsk. - Wąwolnica (na temporada de 2008, devido a danos no viaduto, as rotas foram encurtadas para Wąwolnica); a pedido, viagens especiais também foram feitas em quaisquer seções disponíveis. A retomada do transporte de cargas também estava planejada, mas na prática o único transporte foi realizado em 2003. No final de 2008, devido à não lucratividade da SKPL, ela renunciou à administração desta ferrovia.
O novo operador foi a County Roads Authority em Opole Lubelskie e, no verão de 2011, o teleférico retomou sua operação com um novo nome - "Nadwiślańska Narrow-Gauge Railway".
Em 2012, a ferrovia transportou mais de 13.000 pessoas. Na temporada de 2013 (maio - setembro), o teleférico opera na rota Karczmiska - Polanówka, Karczmiska - Opole Lubelskie e na ordem de Karczmisko - Poniatowa. Na sequência da reconstrução do viaduto danificado em Rogalów e da renovação do troço Nałęczów - Karczmiska, está previsto restaurar o tráfego neste troço. De acordo com o plano, isso aconteceria em 2017–2019, no entanto, obras no valor de quase PLN 8,5 milhões (incluindo PLN 5,4 milhões de fundos da UE) foram transferidas para 2018-2020. O escopo do trabalho inclui a substituição de aproximadamente 10 mil. dormentes, reforma de três pontes e um viaduto, além de 39 bueiros e 21 cruzamentos ferroviários. Novas plataformas serão construídas (incluindo em Kęble, perto do santuário mariano), Opole Lubelskie, Niezabitów, Wąwolnica e Nałęczów, cruzamentos de vias e estacionamentos. No futuro, o troço Karczmiska - Wilków também vai ser revitalizado juntamente com a reconstrução da via para a margem do Vístula, no entanto, a data de implementação deste investimento não é indicada.
Em 2018, a ferrovia transportava 19.800 passageiros. Naquela época, operava com vias de 20 km.

## Atuais segmentos de rota de NKD
- Nałęczów Wąsk. (contato com a rede de bitola padrão) - Wąwolnica - Niezabitów - Obliźniak (parada de passageiros) - Wymysłów - Karczmiska Pierwsze
- Karczmiska Pierwsze - Głusko (parada de passageiros) - Leszczyniec - Rozalin
- Rozalin - Opole Wąsk.
  - Tapume da estação Opole Wąsk. - armazéns de tabaco em Opole Lubelskie, inacessíveis devido à liquidação da afluência na estação
  - Tapume da estação Opole Wąsk. - Fábrica de açúcar Opole, a maioria dos trilhos dentro da fábrica de açúcar já foi fechada
- Rozalin - Poniatowa
  - um desvio para o antigo GS em Poniatowa, inacessível devido à falta de um fragmento de via
  - um desvio da linha para a antiga fábrica de Ed em Poniatowa, os trilhos já foram liquidados nas instalações das fábricas
- Karczmiska Pierwsze - Karczmiska Polana - Polanówka - Żmijowiska - Urządków - Wilków Wąsk.

A nomenclatura de estações / paradas foi adotada com base nos últimos horários PKP, comentários:
- Karczmiska Polana - uma parada para o tráfego turístico, designada após a liquidação do tráfego normal de passageiros
- Leszczyniec - aparece apenas nos horários mais antigos, até 1924
- Nałęczów Wąsk. - nome original (de acordo com a tabela de 1918): Wąwolnica H.B., posteriormente Wąwolnica Dworzec e Wąwolnica Wąska, nome atual introduzido em 1925, esta estação (e a estação Nałęczów de bitola padrão adjacente) está localizada na aldeia de Drzewce-Kolonia
- Wąwolnica - nome original (de acordo com o cronograma de 1918): Wąwolnica Std., Posteriormente Wąwolnica Miasto, nome atual introduzido em 1925
- Wilków Wąsk. - a estação está localizada na aldeia de Wilków-Kolonia
- Żmijowiska - nome original (de acordo com o censo de 1926): Szczekarków, a estação estava localizada na aldeia de Szczekarków-Kolonia

## Seções fechadas de NKD
- ferrovia puxada a cavalo privada de Niezabitów - Łubki, mais tarde houve um pequeno desvio da estação de Niezabitów para o outro lado da estrada
- um desvio na rota Rozalin - Opole Wąsk. na aldeia de Ruda Opolska
- tapume, estação Opole Wąsk. - PZGS em Opole Lubelskie
- o antigo GS em Poniatowa - o centro da cidade de Poniatowa (agora existe ali rua de 1 de maio )
- um desvio na trilha Karczmiska - Polanówka para um poço de cascalho perto da aldeia de Karczmiska Pierwsze
- tapume, estação Żmijowiska - uma olaria em Szczekarkowo-Kolonia, talvez nesta olaria também houvesse uma ferrovia separada para a escavação
- Żmijowiska - uma fábrica de processamento de frutas e vegetais (originalmente uma fábrica de açúcar) Zagłoba - Folwark Brzozowa (agora a aldeia de Kolonia Brzozowa) - Kępa Chotecka (margem do rio Vístula)
  - um desvio na aldeia de Zagłoba ao longo da estrada
- Wilków Wąsk. - a margem do rio Vístula perto da aldeia de Machów-Czupel

Nota: Zagłoba está incluído na lista de estações, paradas e porões de carga da Ferrovia Estatal Polonesa de 1926 sob o nome de Rybaki.

### Ferrovias fechadas da usina de açúcar Opole, que se conectavam com a NKD através da área da usina de açúcar
- O Opole - Usina de Açúcar Świdno
  - um desvio para a Cooperativa Distrital de Laticínios em Opole Lubelskie
  - um desvio entre as aldeias de Skoków e Puszno Skokowskie
  - um desvio na aldeia de Puszno Skokowskie
- O Opole - Niezdów - Łaziska - Janiszów - Usina de Açúcar Piotrawin (margem de Vístula)
  - um anel viário contornando a vila de Niezdów
  - Łaziska - Folwark Łaziska Średnie
  - um desvio na aldeia de Łaziska
  - Janiszów - Głodno

## Outras ferrovias fechadas de bitola estreita perto de Nałęczów
- Ferrovia econômica de Bełżyce - bitola provavelmente de 750 mm, construída em 1940/41, foi planejada para se conectar com o NKD, desmontada pela população local logo após a guerra (1944/45).
- Fábrica de Açúcar Garbów - ao norte da estação de Nałęczów havia uma rede ferroviária de bitola estreita de 750 mm pertencente à Fábrica de Açúcar Garbów, também tinha contato com a rede de bitola padrão desta estação. Apesar disso, e apesar da mesma bitola, essa ferrovia açucareira não tinha uma conexão direta permanente com a NKD do lado oposto. A troca de material rodante entre as duas vias de bitola estreita foi realizada por meio de plataformas feitas de vãos móveis, colocadas temporariamente sobre a linha de bitola padrão. Para obter mais informações, consulte Koleje Cukrowni Garbów.
- Fábrica de Açúcar de Lublin - a leste de Nałęczów, perto da estação Sadurki, havia uma das Fábricas de Açúcar de Lublin de bitola estreita, mais tarde operada pela Fábrica de Açúcar Garbów. Para obter mais informações, consulte Koleje Cukrowni Lublin.
- Ferrovia de fábrica de tijolos em Łopatki  - bitola provavelmente 600 mm, primeiro conduzia da olaria ao porão na estação Łopatki de bitola padrão (agora uma parada de passageiros), depois foi movida e conduzida da olaria para a escavação de argila, liquidada em década de 1990.

## Acampamento

### Atual:
- Locomotivas a diesel Lxd2-283 e 297 operacionais, Lxd2-348 desligadas
- Carruagens de passageiros A20D-P, série Bxhpi, produzida pela FAUR[5]
- vagões de passageiros abertos no verão da série BTxhi[5]
- Fechado CWO Lyd2-02